# Jag skådar upp mot Golgata
Jag skådar upp mot Golgata är en psalm med finskt ursprung, (Katselen Golgatalle päin), i översättning till svenska av Elis Sjövall.
Den finska texten uppges vara av Leonard Typpö (1868-1922) alternativt av Paul Heideman. Publicerad första gången 1935 i ett häfte Siionin Valittuja Lauluja redigerad av P. Savinainen. Paul Heideman har själv berättat för Usko Typpö att sångtexten är skriven av Leonard Typpö. Om sångtexten faktiskt hör till Leonard Typpö är det förvånande om den inte publicerats tidigare än 1935.
Melodin är en finsk folkmelodi

## Publicerad i
- Sions Sånger 1981 som nummer 20 under rubriken "Från Getsemane till Golgata"